# Araeopteron goniophora
Araeopteron goniophora là một loài bướm đêm trong họ Erebidae.